# Дуглас, Джеймс (лорд)
Лорд Джеймс Дуглас (англ. Lord James Douglas; 1617 — 21 октября 1645) — шотландский дворянин и военный.

## Биография
Он родился в замке Дуглас, Дуглас, Южный Ланаркшир, в семье Уильяма Дугласа, 1-го маркиза Дугласа (1589—1660), и его жены Маргарет Гамильтон (1585—1623), дочери Клода Гамильтона, 1-го лорда Пейсли.
Джеймс Дуглас в раннем возрасте был отправлен ко двору короля Франции Людовика XIII, где он служил королю пажом, где неуклонно продвигался по уровням Мезон-дю-Руа.

## Тридцатилетняя война
В возрасте двадцати лет лорд Джеймс Дуглас был назначен полковником шотландского полка (одного из пяти шотландских подразделений, находившихся на французской службе в этот период), первым из трёх братьев, сделавших это.
Шотландский полк, созданный, как следует из его названия, в Шотландии в 1625 году и сражавшийся на стороне Швеции в начале Тридцатилетней войны, вернулся в Шотландию в качестве Королевского пехотного полка в 1633 году. В 1635 году полк был связан с королем Людовиком «на любой службе, кроме как против короля Великобритании». Первоначально им командовал сэр Джон Хепберн, который был убит при осаде Саверна в 1636 году; затем им командовал его племянник, сэр Джеймс Хепберн, который был убит в бою в следующем 1637 году. Джеймс Дуглас был назначен новым полковником, а название корпуса было изменено на Режим де Дугласа, и численность увеличилась до двадцати рот по 100 шотландцев.
Полк сражался с отличием, под командованием Джеймса Дугласа, иногда под окончательным командованием Анри де ла Тур д’Овернь, виконта де Тюренна. Джеймс Дуглас был ранен в августе 1645 года и получил письмо с соболезнованиями от кардинала Мазарини. Он был убит в перестрелке на дороге между Аррасом и Дуэ 21 октября 1645 года при попытке отнять последний город у Габсбургов. По словам Фрейзера, король Людовик XIV выразил желание повысить лорда Дугласа до звания фельдмаршала в тот самый день, когда он умер, хотя это назначение так и не было назначено.
Тело Дугласа было возвращено в Париж и похоронено в аббатстве Сен-Жермен-де-Пре, рядом с другими членами его семьи, включая Уильяма Дугласа, 10-го графа Ангуса, его деда. В его память был воздвигнут прекрасный мемориал в часовне Святой Терезы, внутри церкви аббатства.
Джеймса Дугласа сменил на посту полковника его старший брат Арчибальд Дуглас, граф Ангус (1609—1655). Полк Дугласа вернулся на британскую службу в 1662 году, а к 1812 году он получил свое более известное название — Королевские шотландцы.